# تپه میشل
تپه میشل مربوط به هزاره اول قبل از میلاد است و در شهرستان قم، بخش خلجستان، روستای طینوج واقع شده. این اثر در تاریخ ۲ آبان ۱۳۸۲ با شمارهٔ ثبت ۱۰۵۷۵ به‌عنوان یکی از آثار ملی ایران به ثبت رسیده است.